# Калчинато
Калчинато је насеље у Италији у округу Бреша, региону Ломбардија.
Према процени из 2011. у насељу је живело 8471 становника. Насеље се налази на надморској висини од 127 м.

## Становништво
| 1951. | 1961. | 1971. | 1981. | 1991. | 2001.  | 2011.  |
| ----- | ----- | ----- | ----- | ----- | ------ | ------ |
| 6.625 | 6.500 | 7.248 | 8.606 | 9.229 | 10.648 | 12.599 |